# Planungstheorie
Planungstheorie beschäftigt sich analytisch-beschreibend oder normativ mit Kontexten, Inhalten und Prozessen räumlicher Planung. Sie bildet damit einen Kernbestandteil der universitären Ausbildung in diesem Fach.
Im weiten Sinne werden zwei Arten der Planungstheorie unterschieden
- Theorien in der Planung (theories in planning) beschreiben die für einzelne konkrete Teil-Problemstellungen innerhalb der räumlichen Planung einschlägigen „substanziellen“ Theorien, meist entlehnt aus Nachbardisziplinen, wie zum Beispiel zu Fragen der Verteilung von Infrastruktur, der regionalen Wirtschaftsförderung usw. die klassische Theorie der zentralen Orte, die Exportbasistheorie etc.
- Theorien der Planung (theories of planning) dienen der Beschreibung von Planungsprozessen an sich. Im engeren Sinne wird häufig nur diese Teilgruppe mit Planungstheorie gemeint.

## Geschichtliche Entwicklung
Kennzeichnend für die Entwicklung der Planungstheorie ist eine Fortentwicklung und Ausdifferenzierung vom rationalistisch-umfassenden Planungsmodell der frühen Disziplingeschichte, welches bis in die 1970er Jahre dominierte, hin zu Theorien, welche die kommunikative, gesamtgesellschaftlich-kollektive und politische Natur von Planung betonen.
Im rationalistischen Planungsmodell, auch als 'erste Generation' von Planung bezeichnet, wird der Planungsprozess als wissenschaftlich-technischer Optimierungsprozess verstanden, der in verschiedenen Phasen vom Problemverständnis, Sammlung und Analyse von Daten, Entwicklung und Bewertung von Lösungen zur Ausführung abläuft. Das Modell basiert auf der Vorstellung des rational handelnden homo oeconomicus. Der Planer erarbeitet verschiedene Lösungsalternativen und wählt nach rationalen Gesichtspunkten diejenige mit dem größten zu erwartenden Nutzen aus.
Das rationalistische Planungsmodell war jedoch schon früh scharfer Kritik ausgesetzt. Die Aufgaben der räumlichen Planung aufgrund ihrer hohen Komplexität als letztlich unlösbare „bösartige Probleme“ eingeordnet. Bösartige Probleme sind wesentlich einzig, es gibt keine abschließende Definition, jede Beschreibung eines bösartigen Problems ist vorläufig und kann als Symptom eines anderen Problems gesehen werden, sie haben weder eine zählbare (oder erschöpfend beschreibbare) Menge potenzieller Lösungen, noch gibt es eine gut umrissene Menge erlaubter Maßnahmen, die in die Planung mit einbezogen werden können. Lösungen für bösartige Probleme sind nicht „richtig“ oder „falsch“, sondern „besser“ oder „schlechter“. Der Planende kann nicht experimentieren, wie Wissenschaftler dies im Labor können, das heißt, er hat kein Recht auf Irrtum. Der umfassende Analyse- und Planbarkeitsanspruch des rationalistischen Modells wurde zunehmend als unerfüllbar und zudem nicht wünschenswert beschrieben. Ein „unzusammenhängender Inkrementalismus“, ein „Sich-Durchwurschteln“ beschreibe die Planungsrealität daher besser und sei auch dem rationalistischen Modell vorzuziehen.
Spätestens seit den späten 1970er Jahren gilt das rationalistische Modell daher als überholt. Stattdessen wurde nach Möglichkeiten gesucht, beide Ansätze zu verbinden. Die fehlende Möglichkeit zur Verfolgung langfristiger übergeordneter Ziele im rein inkrementalistischen Modell wurde jedoch insbesondere seit den 1990er Jahren immer stärker bemängelt, sodass Planungstheorie in der Folge stärker nach Wegen der Verbindung von Inkrementalismus und strategischen Zielen suchte.
Gleichzeitig ging ein fundamentaler Wandel im Planungsverständnis mit der Hinwendung der Planungstheorie und -praxis zur Bürgerbeteiligung seit den 1970er Jahren einher. Die Theorie kommunikativer Planung beschreibt im starken Gegensatz zur rationalistischen Theorie eine Entwicklung von Planungszielen und -inhalten durch kommunikatives Handeln sowie gegenseitiges Lernen möglichst weiter Kreise von einer Planung Betroffener. Dieser Ansatz bezieht sich wesentlich auf die Theorie des kommunikativen Handelns von Jürgen Habermas. Der kommunikativen Theorie wird insgesamt bis heute ein „epochalene Impuls“ attestiert, „dem sich kein führender Vertreter hat entziehen können, ob affirmativ, differenzierend oder kritisch“, Jedoch ist auch er nicht ohne Kritik: Die von Habermas beschriebene „ideale Sprechsituation“ sei unerreichbar nach der poststrukturalistischen Kritik sind Diskurse nicht frei von Herrschaft.